# Dirigicambarus
Dirigicambarus är ett undersläkte till släktet Cambarellus bestående av sötvattenlevande kräftor i familjen Cambaridae. Undersläktet är monotypiskt och omfattar endast arten Cambarellus (Dirigicambarus) shufeldtii. Den förekommer naturligt i de amerikanska delstaterna Alabama, Arkansas, Illinois, Kentucky, Louisiana, Mississippi, Missouri, Tennessee samt Texas, och finns därutöver inplanterad i Georgia.
Förutom undersläktet Dirigicambarus omfattar släktet ytterligare två undersläkten, Cambarellus och Pandicambarus.